# Азизов, Гусейн Азизович
Гусейн Азизович Азизов (1931—2005) — советский работник нефтяной промышленности, бурильщик, Герой Социалистического Труда, заслуженный работник нефтяной и газовой промышленности РФ, первый секретарь Избербашского горкома КПСС, Депутат Верховного Совета Дагестанской АССР.

## Биография
Родился в 1931 году на отсёлке аула Урахи — в селении Аймаумахи. 
Окончил среднюю школу в селении Сергокала, затем Политехническое училище в городе Избербаш. 
В 1971 году окончил Высшую партийную школу в г. Ростов-на-Дону, после работал начальником участка бурения, затем перешел на должность ответственного секретаря Дагсовпрофа. 
В 1975 по 1990 г.г работал Первым секретарём Избербашского Горкома КПСС, избирался депутатом Верховного совета Дагестанской АССР трёх созывов.
Под его руководством в сложных геологических условиях пробурено 16 глубоких разведочных скважин. 
За высокие показатели в труде и общественную деятельность в 1966 году ему присвоено звание Герой Социалистического Труда с вручением ордена Ленина. 
Также Гусейн Азизович Заслуженный работник нефтяной и газовой промышленности Российской Федерации и Дагестанской АССР, почётным нефтяником Министерства нефтяной промышленности СССР. 
Был награждён орденами Ленина, Трудового Красного знамени, Дружбы народов, Знак почёта и многими другими медалями СССР. Имеет почётную грамоту Президиума Верховного совета Дагестанской АССР. 
Скончался в 2005 году. Похоронен в городе Махачкала Республики Дагестан.

## Память
Именем Героя Социалистического Труда Г. А. Азизова названы улицы в городе Избербаш и в селе Сергокала.

## Награды
- Медаль «Серп и Молот»
- Орден Ленина
- Орден Трудового Красного Знамени
- Орден Дружбы народов
- Орден Знак Почёта
- Медали